# 조슈아 체임벌린
조슈아 로런스 체임벌린(영어: Joshua Lawrence Chamberlain, 1828년 9월 28일 ~ 1914년 2월 24일)은 미국의 교수, 군인이다. 보딘 대학교의 철학과 수사학 교수 출신으로 남북전쟁이 발발하자, 북군에 자원입대했다. 게티즈버그 전투에서 리틀 라운드 탑에서 메인 20 연대를 지휘하여 남군의 공격을 착검 돌격으로 막아내어 게티스버그 전투의 승리에 이바지했다. 체임벌린은 이 공로로 나중에 미국 최고훈장인 미국 의회 명예훈장을 받았다. 이후 계속 전쟁에 참전한 체임벌린은 최종적으로 육군 준장으로 승진했으며, 애포매톡스에서 남군이 항복한 후 남군의 항복대열을 맞이하는 임무를 맡기도 했다. 전쟁이 끝난 후에 제대하여 다시 대학으로 돌아갔으며, 말년에는 메인주의 주지사 및 보든 대학교 총장 등을 역임했다.

## 같이 보기
- 메인 20 연대
- 게티즈버그 전투
- 게티즈버그 7월 2일 전투
- 리틀 라운드 탑

## 역대 선거 결과
| 선거명      | 직책명                | 대수 | 정당   | 득표율 | 득표수   | 결과 | 당락             |
| ----------- | --------------------- | ---- | ------ | ------ | -------- | ---- | ---------------- |
| 1866년 선거 | 메인 주지사           | 32대 | 공화당 | 62.24% | 69,626표 | 1위  | 메인 주지사 당선 |
| 1867년 선거 | 메인 주지사           | 32대 | 공화당 | 55.42% | 57,713표 | 1위  | 메인 주지사 당선 |
| 1868년 선거 | 메인 주지사           | 32대 | 공화당 | 57.31% | 75,523표 | 1위  | 메인 주지사 당선 |
| 1869년 선거 | 상원의원 (메인 제1부) | 41대 | 공화당 | 0.55%  | 1표      | 4위  | 낙선             |
| 1869년 선거 | 메인 주지사           | 32대 | 공화당 | 53.32% | 50,784표 | 1위  | 메인 주지사 당선 |